# かわたな戦隊クジャクマンZ
かわたな戦隊クジャクマンZは、長崎県東彼杵郡川棚町のローカルヒーロー。かわたな戦隊クジャクマンよりご当地ヒーローとしての役目を引き継いだ、2代目。

## 概要
2012年、東彼商工会青年部川棚支部により、かわたな戦隊クジャクマンの全面リニューアルとして発足。
2012年8月の「かわたな夏まつり」で初登場した。
地域振興・青少年健全育成の精神をもとに日々災いと戦っている。
主に川棚町のイベントに出演しており、ヒーローショーを通して、子供たちに善い行い悪い行いを伝えている。

また、アピール川棚応援隊とのコラボレーションにて、町内にはデフォルメされたクジャクマンZの安全喚起看板が
いたるところに配置されている。

## 主な活動

### クジャクマンショー
- ５月５日　　くじゃく祭り
- ８月１４日　　夏祭り
- １１月４日　　文化祭
- １２月第１日曜　川棚ステーションツリー点灯式
- その他　　　　　地元　幼稚園・保育園　イベント時

### イベント参加
- 川棚栄町１００縁翔店街
- 川棚町ふるさと感謝祭
- 他町　ゆるきゃらイベント参加

### テレビ出演
- ひるじげドン
- イブニング長崎

## 登場キャラクター

### クジャクマンＺ
3人編成でスタート。リニューアル後は各キャラが登場時に行う名乗りを省略、名前のみとなった。
その代わりに、3人の武器を重ね合わせ「Z」をカタチづくる決めポーズが追加された。
足元は引き続き、地下足袋を着用している。
のちにクジャクシャドウ、クジャクハリケーンがそれぞれ加入し５人となった。

#### クジャクファイヤー（赤）
みんなの熱い心から生まれた。
正義の心が生み出すパワーで、チョバーズを蹴散らす。
チョバーズ3人がかりでもビクともしない。一直線ゆえに無茶をしてしまうこともある。
たまに相手の攻撃をきちんと受けられないことがあるが、訓練不足と思われる。
クジャクレッドとは別人。
シャドウ加入後に武器が両刃ソードからショートソードへ変更された。（扱いづらかったらしい）
- 武器: ショートソード

#### クジャクオーシャン（青）
大村湾の大いなる流れより生まれた。
華麗な動きで、敵を寄せ付けない。チョバーズに真っ先に切りかかる特攻役。
一番人気だったころもあるが
最近は重心が変わったのか、不可思議な動きをする模様。
しゃべる際にたまに噛むこともあるが、いたって冷静。
クジャクブルーとは別人。
- 武器: ショートソード

#### クジャクフラワー（黄）
虚空蔵に咲く美しい花たちより生まれた。
クジャクマンの紅一点、やさしさ溢れる優しい女性。乱暴なヤツには容赦しない。
メディアに出演する際に、三段オチを披露するなどマルチな才能をもつ。
クジャクピンクとは別人。買い物の際には、クジャクマンZトートバッグを愛用しているらしい。もっとも体型が変わりやすく、身長のふり幅が大きい。
- 武器: ショートソード

#### クジャクシャドウ（黒）
チョバーズが新兵器開発のために用意したワルサー製造機が、誤作動を起こしたことにより誕生した。
原材料の「チョバ玉」は、子どもたちが「いいおこない」をしたときに授かる「よか玉」をチョバーズが変化させてしまったもの。
そのため、正義の心をひそかに持っていた。その力は絶大で、クジャクマン3人がかりでも勝てないほど。
しかしすぐにドクローンのやり方に疑問をもち、チョバーズとは敵対。単独行動をとっていた。
ドクローンの策により捕えられ、頭部の羽をもぎ取られて瀕死の状態になったが、クジャクマスターから力を授けられクジャクシャドウとして新生。
名実ともにクジャクマンＺの一員となる。
- 武器: ショートソード

#### クジャクハリケーン（緑）
川棚にふく風の力をまとう、５人目の戦士
２０１５年１２月、久しぶりに川棚に帰ってきた。
とても寒がりで冬は全身防寒するが、そのファッションセンスはイマイチで、とても不審。
争いを好まず、戦うくらいなら逃げることを選び、その逃げ足は天下一品。
しかし仲間を傷つけられたときには、ヒーローとしてその力を発揮し、チョバだけなら簡単に蹴散らす。
５人での必殺技、クジャクマックスゼットタイフーンではトドメをさす役割。２０１８年放送のげなパネ！にて登場時のあまりの声の小ささに、「覇気がねねぇ」と話題になった。
- 武器: ショートソード

#### クジャクマスター
伝説の戦士。初代クジャクマンよりも前に、悪と戦っていた老兵。
シャドウの正義の力を見抜き、その生命力を信じて数少ない「正義の羽」を託した。
５０年に一度の大技「喝！！」にてチョバーズ全員を吹き飛ばすなど、その力は伝説の名に恥じないが、腰が弱い。
クジャクホワイトとは別人。
- 武器: 杖（攻撃力はない）

### チョバーズ
子どもたちの悪の心から誕生する「悪心生誕チョバーズ」。ボスと戦闘員「チョバ」からなる。
チョバの人数は、ショーに参加できる人間の数、つまり参加者の仕事の都合で増減する。

#### ドクローン
頭部がドクロ、手も骨となっている。ガイコツがモチーフ。
頭巾をかぶっているが、すぐ脱げるため、ハゲたように見えてよく笑われる。
２０１５年８月　禁断の儀式を経て、「魔人オーガー」となる。
- 武器: ノコギリ大剣

#### 魔人オーガー
頭部が真っ赤な鬼の顔、手も赤い皮膚となっている。赤鬼がモチーフ。
ドクローンよりも、行動・言動が一層恐ろしくなっている。
禁断の儀式を強行したため完全体ではないが、クジャクマックスゼットバスターを全てはじき返すほどの力をもつ。近くで見ても遠くで見てもかなりやばい見た目をしているため、保育園に出現するとシャレにならないほどの悲鳴が響き渡る。
子供たちの正義の力が具現化した「クジャクマンボール」が有効。最近、背が伸びた。
- 武器: 血塗られた大剣

#### チョバ
胸に「ち」と書かれたバッジをしているのが特徴。かん高い声で「チョバチョバ」といいながら、子どもたちを襲う。
イタズラ心の塊のため単体での危険はあまりなく、旬な芸人をモチーフにした（パクった）ものを披露しがち。
しかし、ボスのいうことは何でもきいてしまうため、こどもたちの脅威になることも。
おおよそ３～５人の出現が多いようだが、１度だけ１名ででてきたことがあり、その際は最終的に戦わずに帰った
登場時にチョバーズダンスを踊りながら登場し最後までいるため、もはやヒーローより出演時間が長く、もっともキツいらしい。
- 武器: トラ柄スティック

#### チョバガール
女性版チョバ。か弱い女性に手をだせないクジャクマンを苦戦させる。

### その他の登場人物

#### 天使
いいおこないをした子どもに「よか玉」を与えてくれる。
普通の人間には見えないが、観客には見えるらしい。
金色タイツにアフロに仮面という、パンチのある姿だったため、初回登場時に「変態」と連呼され、以降出演していない。

#### トントン
クジャクマンに憧れる、子ブタくん。ブタなのにガリガリ。
ドクローンにハムにされそうになるのがイヤになったのか、現在は休眠中。
（リアルすぎて怖かったという噂も）

#### 石木川太郎
かわたな男子の象徴のような男子小学生。小学校は卒業してしまったらしい（演者の転勤説が最有力）

#### 小串棚子
かわたな女子の象徴のような女子小学生。（同上）